# Isac Calmroth
Isac Love Pavel Calmroth (* 20. Mai 1998 in Stockholm) ist ein schwedischer Schauspieler.

## Leben und Karriere
Calmroth wurde am 20. Mai 1998 in Stockholm geboren. Sein Bruder Linton Calmroth ist ebenfalls Schauspieler. Er studierte an der Stockholms konstnärliga högskola. Sein Debüt gab er 2021 in der Fernsehserie Helt perfekt. Im selben Jahr war er in Håll andan! zu sehen. 
2022 wurde er für die Serie Allt som blir kvar gecastet. Außerdem bekam Calmroth 2023 in Ondsnan die Hauptrolle. Unter anderem spielte er 2024 in Veronika mit.

## Filmografie
Serien
- 2021: Helt perfekt
- 2021: Håll andan!
- 2022: Allt som blir kvar
- 2023: Ondskan
- 2024: Veronika
- 2024: Evil
- 2025: The Ugly Stepsister